# Enrico Macias
Enrico Macias (* 11. prosince 1938, Constantine, Alžírsko), vlastním jménem Gaston Ghrenassia, je francouzský zpěvák, skladatel a hudebník alžírského židovského původu.

## Život
Gaston Ghrenassia se narodil v sefardské alžírské židovské rodině v Constantine v Alžírsku. Jeho otec, Sylvain Ghrenassia (1914–2004), byl houslista v orchestru, který hrál především malouf, andaluskou klasickou hudbu. Gaston hrál na kytaru od dětství a v 15 letech začal hrát s Cheikh Raymond Leyris Orchestra.
Pracoval jako učitel, ale zároveň pokračoval ve hře na kytaru. V roce 1961 zuřila alžírská válka za nezávislost a situace se pro židovské a evropské obyvatele Constantine stala neudržitelná. Atentát na jeho tchána a hudebníka Cheikha Raymonda Leyrise v roce 1961, který provedla Fronta národního osvobození (FLN), měl na Gastona Ghrenassiu obrovský dopad a je možné, že byl způsoben jeho nesouhlasem s nezávislostí Alžírska na Francii. Gaston opustil Alžírsko se svou ženou Suzy 29. července 1961, jedenáct měsíců před koncem alžírské války za nezávislost, a odešel do exilu do Francie. Od té doby mu nebylo dovoleno se do Alžírska vrátit.

## Kariéra

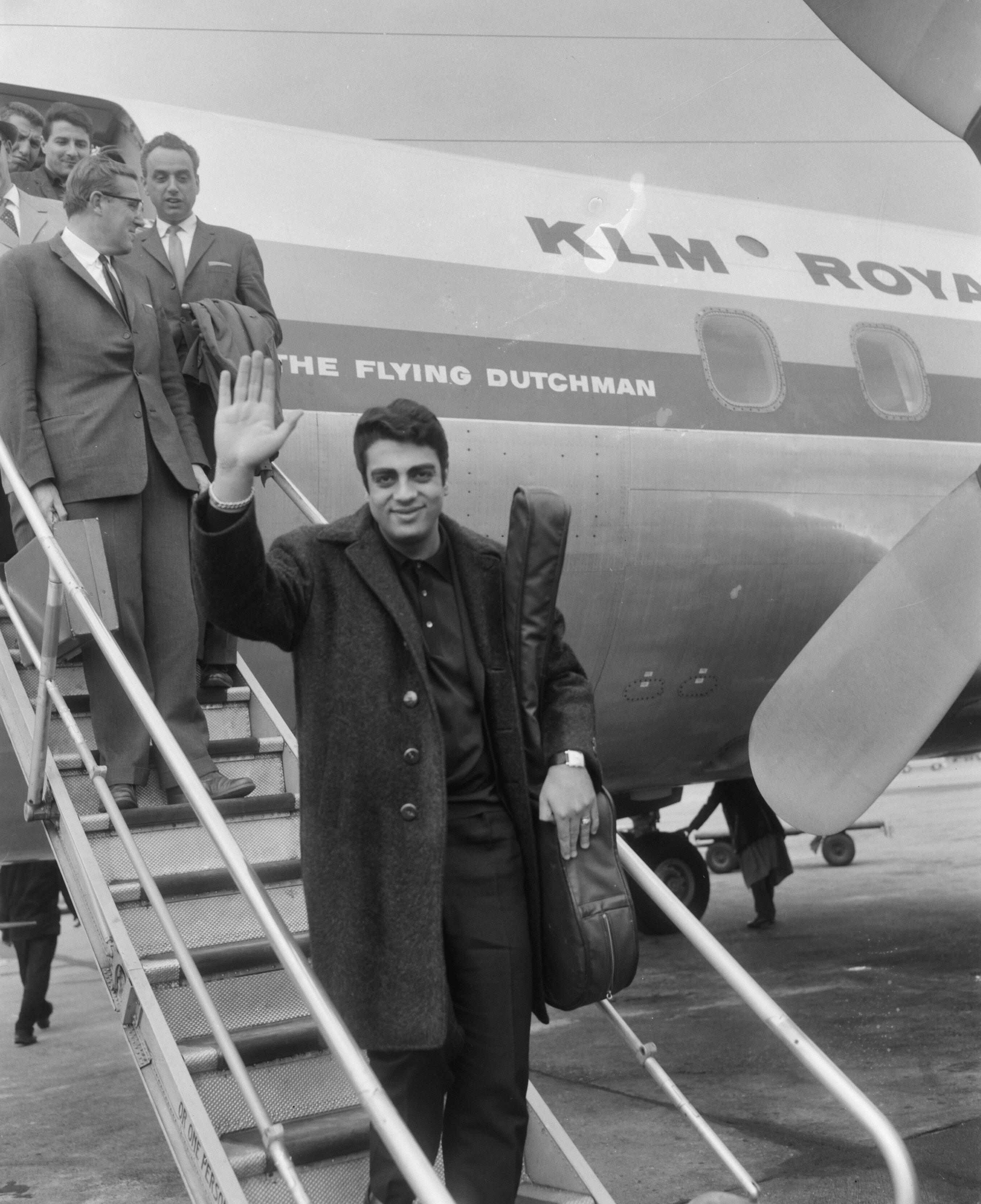
Enrico Macias v roce 1965

Nejprve žil v Argenteuil, nakonec se přestěhoval do Paříže, kde se rozhodl věnovat se hudbě. Ačkoli rozvinul i francouzský repertoár, zůstal ve Francii oblíbeným interpretem arabsko-andaluské hudby a židovsko-arabských písní.
Přijal umělecké jméno Enrico Macias a svou první nahrávku natočil v roce 1962 po setkání s Raymondem Bernardem. Výsledkem byla nahrávka „Adieu mon pays“, kterou složil pro své milované Alžírsko. Objevil se ve francouzské televizi a stal se přes noc senzací. To vedlo k prvnímu turné v roce 1963.
Na jaře 1964 zahájil koncert Les Compagnons de la chanson v pařížské Olympii a poté podnikl úspěšné turné po Středním východě, s velkým úspěchem vystupoval v Izraeli, Řecku a Turecku. V Turecku bylo mnoho jeho písní přeloženo a interpretováno tureckými umělci. V roce 1965 mu byla udělena Prix Vincent Scotto. V následujícím roce zpíval před 120 000 lidmi na stadionu Dynamo v Moskvě a koncertoval ve více než 40 dalších sovětských městech. Procestoval také Japonsko a nahrál tituly ve španělštině a italštině.
Jeho americký debut na vyprodaném koncertu v Carnegie Hall se konal 17. února 1968. Pokračoval v turné po Spojených státech, zpíval v Chicagu, Dallasu a Los Angeles. V Quebecu v Kanadě byl coby frankofonní umělec vřele uvítán.
V roce 1971 se vrátil do pařížské Olympie, poté koncertoval v Royal Albert Hall v Londýně a dále v Japonsku, Kanadě, Itálii a Španělsku. Druhé americké turné vyvrcholilo koncertem v Carnegie Hall v roce 1972. V roce 1974 měl deset představení v Divadle Uris na Broadwayi a pošesté od svého debutu také v Olympii.
Procestoval Francii a v letech 1976 a 1978 byl dvakrát v Izraeli. Egyptský prezident Anvar as-Sádát ho pozval do Egypta, aby zpíval za mír. Stalo se tak poté, co byl Macias po mnoho let zakázán v arabských zemích. V Egyptě zpíval před 20 000 lidmi na úpatí pyramid. Po Sadatově zavraždění napsal píseň věnovanou zesnulému prezidentovi s názvem „Un berger vient de tomber“.
V červenci 2019 Macias hrál v komedii Family Business vysílané na Netflixu.
Zpíval v mnoha jazycích včetně francouzštiny, italštiny, španělštiny, hebrejštiny, turečtiny, řečtiny, angličtiny, arménštiny, arabštiny a mnoha jejích dialektů a v jidiš.

## Osobní život
Enrico Macias je vdovec. Jeho manželka Suzy Leyris zemřela 23. prosince 2008. Jeho album Suzy z roku 1993 je věnováno právě jí. Má dceru Jocyu Macias a jeho syn Jean-Claude Ghrenassia je hudebním producentem.